# Główny marszałek wojsk inżynieryjnych
Główny marszałek wojsk inżynieryjnych (ros. главный маршал инженерных войск) – najwyższy stopień wojskowy w Armii Czerwonej, Armii Radzieckiej i Siłach Zbrojnych Federacji Rosyjskiej, (za wyjątkiem stopnia generalissimus) równorzędny ze stopniem marszałek Związku Radzieckiego, a powyżej stopnia marszałek wojsk inżynieryjnych.
Przewidziany do nadania marszałkom wojsk inżynieryjnych, na zasadach jak innym marszałkom rodzajów wojsk i sił oraz wojsk specjalnych (marszałkom artylerii, lotnictwa, wojsk pancernych, wojsk łączności); wprowadzony 9 października 1943.
W praktyce nie był nigdy nadany.
Tytuł głównego marszałka lotnictwa istnieje również w Wielkiej Brytanii.